# 郭泓志
郭 泓志（グォ・ホンジー、1981年7月23日 - ）は、台湾（中華民国）の台南市出身の元プロ野球選手（投手）。左投げ左打ち。

## 経歴

### プロ入りとドジャース時代
1999年、ロサンゼルス・ドジャースとマイナー契約を結んだ。
2002年オフの10月に開催された釜山アジア競技大会の野球チャイニーズタイペイ代表に選出された。同大会では準優勝を果たした。
2005年9月の拡大ロースターにおいてはじめてメジャーの一員となった。この年は9試合に登板して1敗。
2006年開幕前の3月に開催された2006 ワールド・ベースボール・クラシック(WBC)のチャイニーズタイペイ代表に選出された。

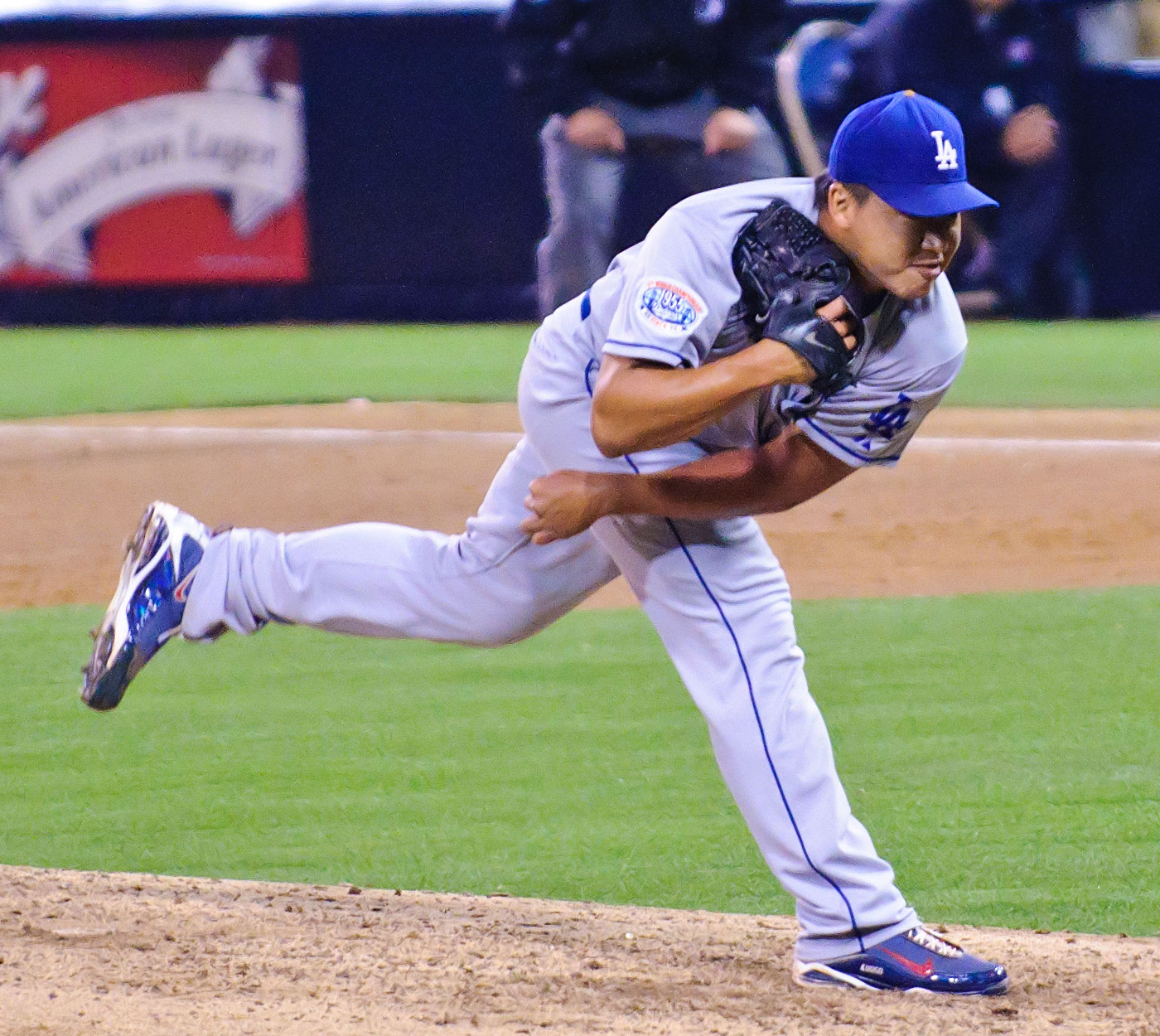
ドジャース時代（2010年7月27日）

シーズンでは、年間を通じて40人ロースターには登録されたまま、昇格と3Aへの降格を繰り返していたが、9月に昇格してからは本来の役割である先発に転向し、9月8日に先発デビューを果たす。首位ニューヨーク・メッツを6回無失点に抑えてメジャー初勝利を飾った。先発5試合で防御率3点強と先発向きの資質をアピールして見せた。また、ドジャースはポストシーズンに進み、郭はメッツとのディビジョンシリーズ第2戦で先発。5回途中、自責点2で降板し、敗戦投手となった。
オフの11月から12月にかけて開催されたドーハアジア競技大会の野球チャイニーズタイペイ代表に選出された。同大会ではチャイニーズタイペイ代表史上初のアジア競技大会優勝に貢献した。

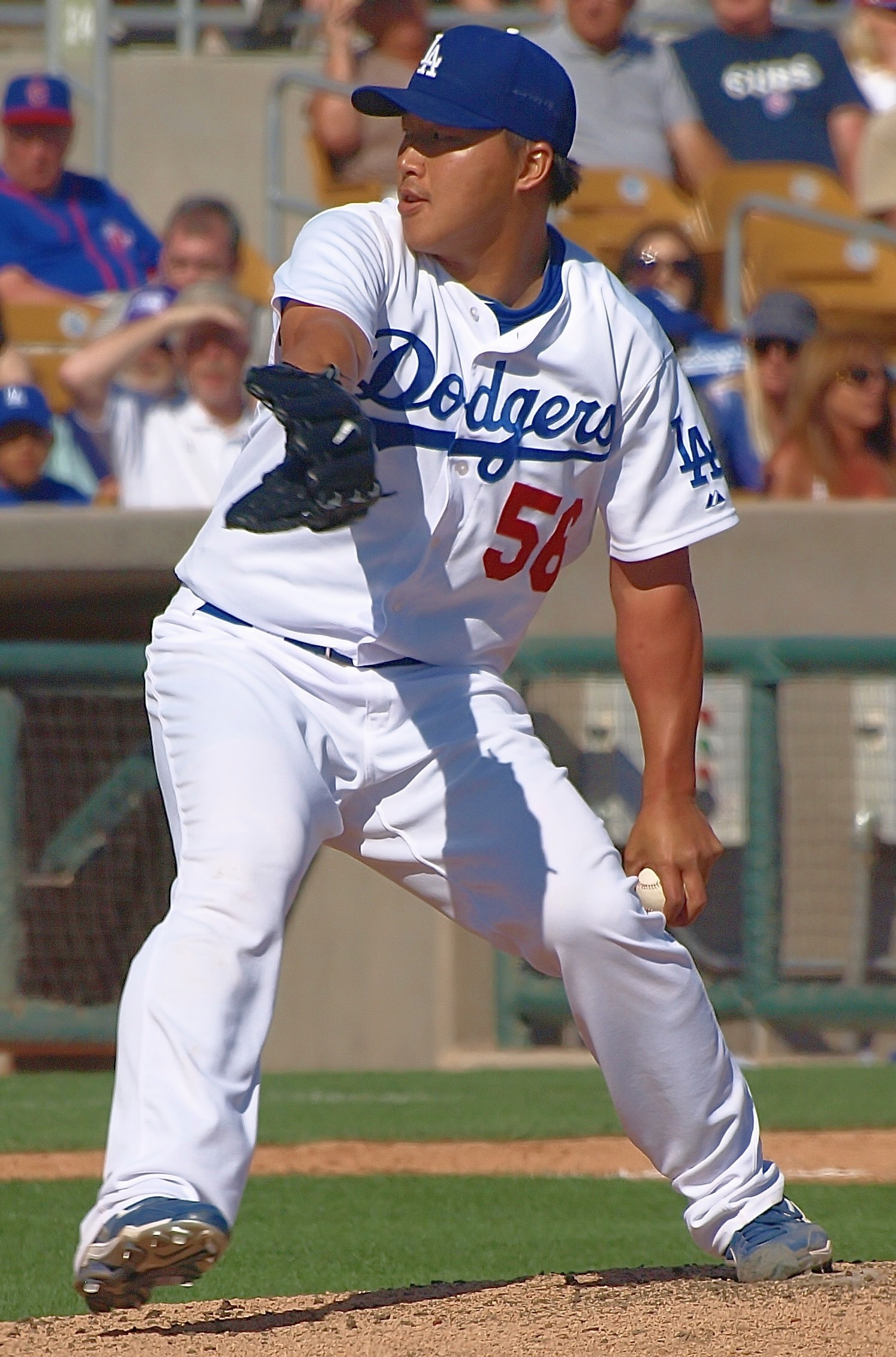
ドジャース時代（2011年3月22日）

2007年は先発の一員として期待されていたが、背筋を痛めて開幕メジャーはならなかった。
2008年は一気に飛躍の年となった。2007年シーズン終了後のオフで手術した左腕を案じたトーリ監督は郭をセットアッパーとして起用したが、郭はこのポジションで頭角を現した。5月6日のメッツ戦では、黒田博樹のリリーフとして登板し、打者12人に対し8三振を奪い、3回2/3を無安打無得点に抑え、シーズン2勝目を挙げた。また8月14日のフィラデルフィア・フィリーズ戦では2回を無安打無得点に抑え自身初のセーブを挙げた。郭は2008年シーズン中42試合に登板し3試合に先発、39試合にリリーフとして出場、80回を投げ96三振を奪い、対戦チームの打率を.204に抑え、全ナショナルリーグのリリーフ投手の中でも1.69という顕著な防御率を残すに至った。上腕三頭筋のケガによりシーズン最後の15試合、およびディビジョンシリーズへの出場機会を失ったが、ナショナルリーグのチャンピオンシリーズでは3試合に出場し、3回を登板、3三振を挙げた。郭は同年の「MLB.com This Year in Baseball Awards」において、最優秀中継ぎ投手に選ばれた。
2009年は4月後半に持病ともいえる左肘痛から15日の故障者リストに掲示され、さらに60日DLに移行するなど故障に苦しんだ。しかし、7月下旬に復帰すると2ヶ月強で28試合に登板した（ほぼ2試合に1試合のペースである）。終盤、コロラド・ロッキーズに追いつかれそうになったチームの地区優勝達成を支えた。
2010年は台湾出身の選手で初めて、MLBオールスターゲームに出場した。現時点で台湾出身の選手でオールスターに出場したのは郭のみである。

### カブス傘下時代
2012年2月6日にシアトル・マリナーズに1年契約で加入。しかし、3月19日、オープン戦6試合で防御率17.55と不振で解雇された。

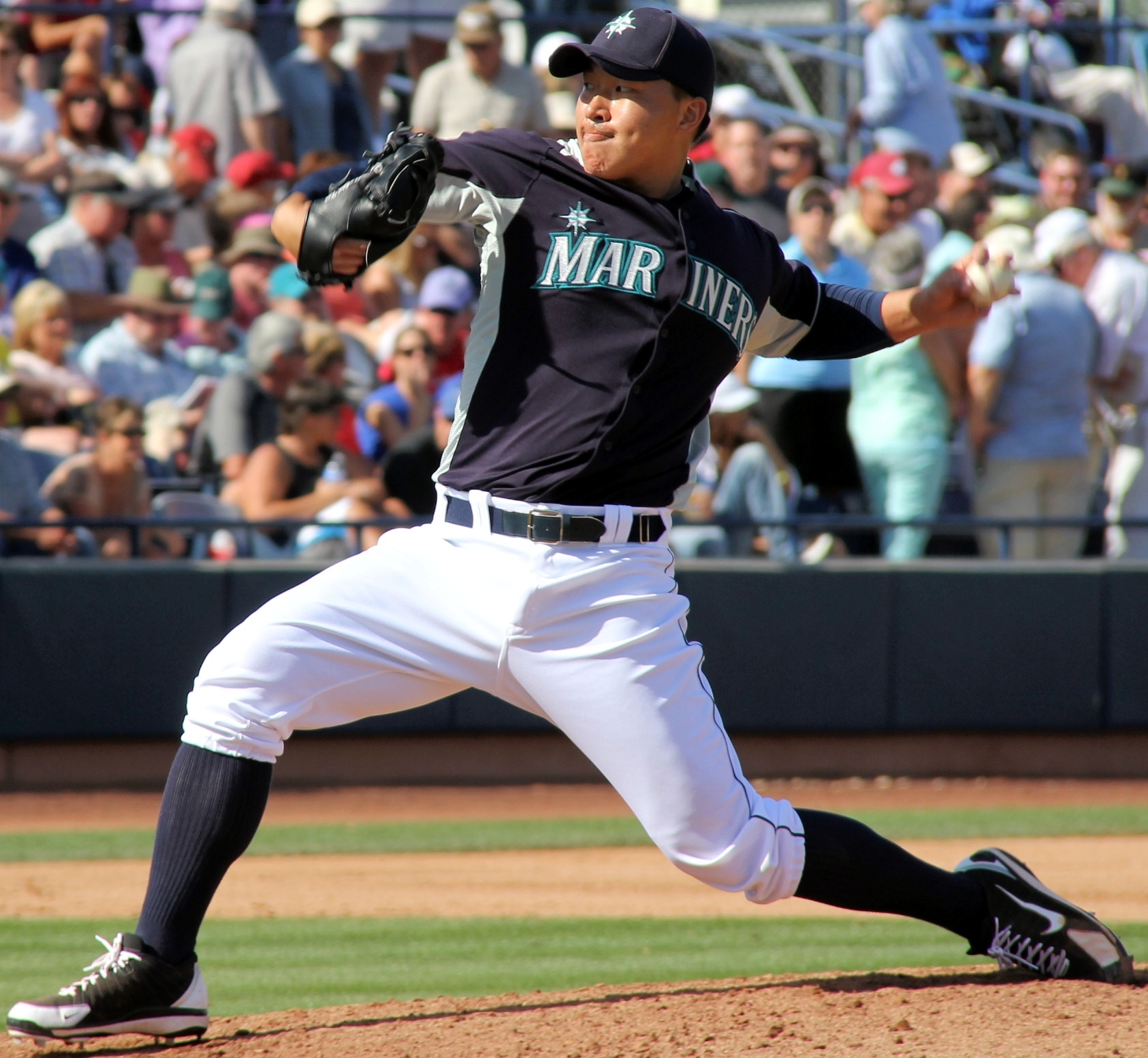
2012年3月9日

シーズンでは6月4日にシカゴ・カブスとマイナー契約を結ぶ。7月6日に放出された。
2013年1月14日に第3回WBC本戦のチャイニーズタイペイ代表に選出され、2大会ぶり2度目の選出を果たした。

### 統一セブンイレブン時代

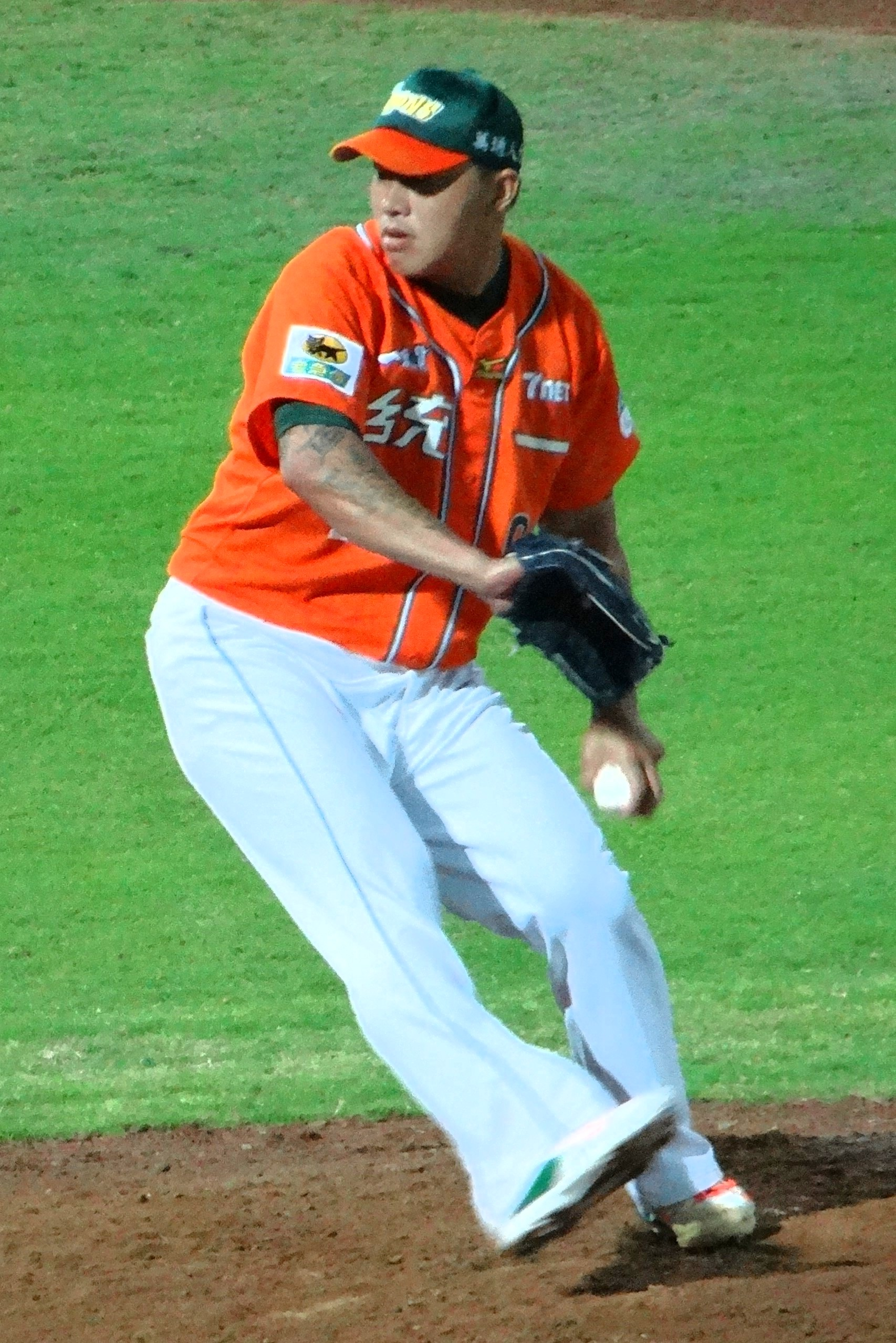
統一セブンイレブン・ライオンズ時代
(2014年4月12日)

2013年6月22日に母国台湾の野球リーグである中華職業棒球大聯盟(CPBL)の統一セブンイレブン・ライオンズと契約を結んだ。
2014年にはストッパーとして27セーブを挙げた。

### 富邦時代
2017年、サンディエゴ・パドレスとマイナー契約を結んだ。4月1日に自分の能力不足を痛感し自ら球団に退団を申し込み、後に富邦ガーディアンズ2軍の練習に加わった。
その後富邦と正式契約し、2018年まで中継ぎとしてプレーし、シーズン終了後に現役を引退した。

## 選手としての特徴・人物

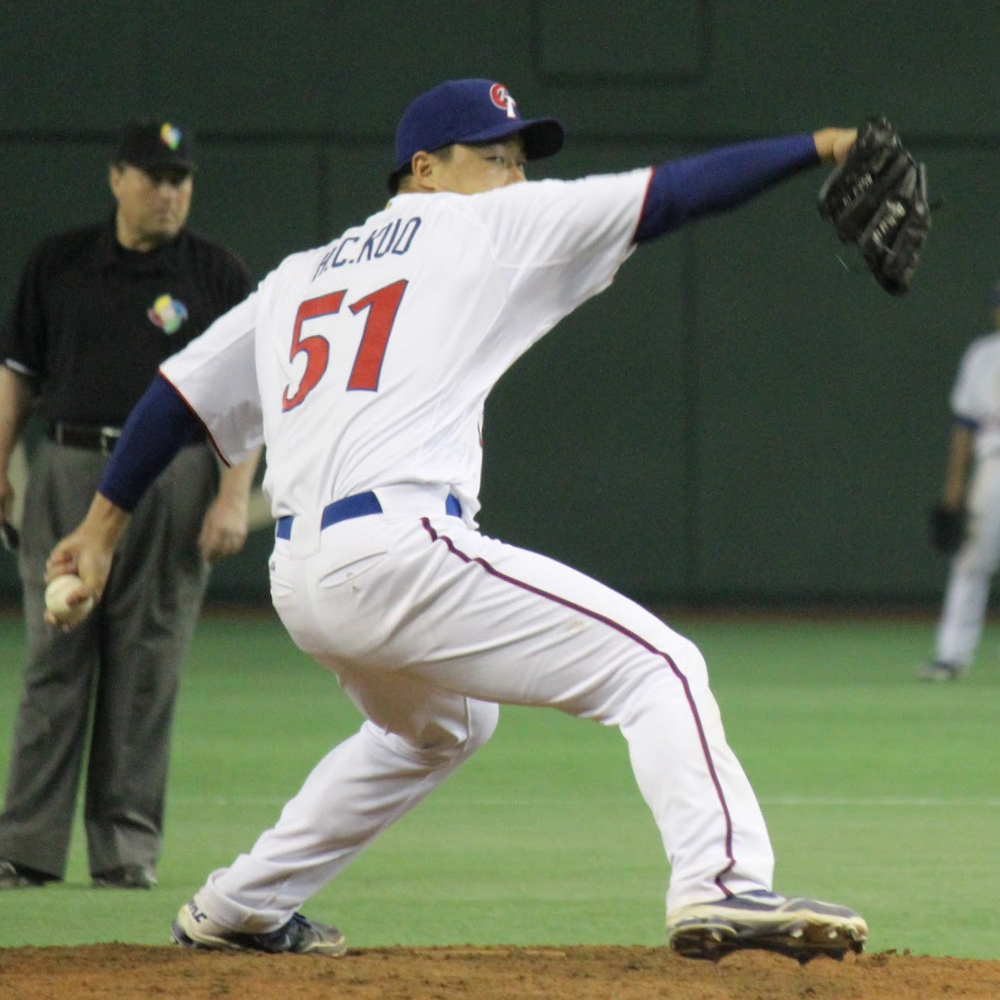
第3回WBCにて
(2013年3月8日)

高校時代より速球派の左腕として頭角をあらわす。スリークォーターから最速99mph（約159km/h）のストレートとスライダーを中心に投球を組み立てる、主にリリーフとして活躍する。
王建民投手とは同じ中学（台南市建興国中）の出身で郭は1年後輩にあたる。また、元東北楽天ゴールデンイーグルスの林恩宇投手の同級生でもある。
高校時代、第3回AAAアジア野球選手権大会決勝戦の日本戦に先発し、松坂大輔と投げ合っている。
台湾出身としては4人目のメジャーリーガーである。

## 詳細情報

### 年度別投手成績
| 年 度     | 球 団     | 登 板 | 先 発 | 完 投 | 完 封 | 無 四 球 | 勝 利 | 敗 戦 | セ 丨 ブ | ホ 丨 ル ド | 勝 率 | 打 者 | 投 球 回 | 被 安 打 | 被 本 塁 打 | 与 四 球 | 敬 遠 | 与 死 球 | 奪 三 振 | 暴 投 | ボ 丨 ク | 失 点 | 自 責 点 | 防 御 率 | W H I P |
| --------- | --------- | ----- | ----- | ----- | ----- | -------- | ----- | ----- | -------- | ----------- | ----- | ----- | -------- | -------- | ----------- | -------- | ----- | -------- | -------- | ----- | -------- | ----- | -------- | -------- | ------- |
| 2005      | LAD       | 9     | 0     | 0     | 0     | 0        | 0     | 1     | 0        | 3           | .000  | 26    | 5.1      | 5        | 1           | 5        | 1     | 0        | 10       | 0     | 1        | 4     | 4        | 6.75     | 1.88    |
| 2006      | LAD       | 28    | 5     | 0     | 0     | 0        | 1     | 5     | 0        | 2           | .167  | 258   | 59.2     | 54       | 3           | 33       | 5     | 1        | 71       | 2     | 0        | 30    | 28       | 4.22     | 1.46    |
| 2007      | LAD       | 8     | 6     | 0     | 0     | 0        | 1     | 4     | 0        | 0           | .200  | 140   | 30.1     | 35       | 3           | 14       | 0     | 1        | 27       | 1     | 0        | 26    | 25       | 7.42     | 1.62    |
| 2008      | LAD       | 42    | 3     | 0     | 0     | 0        | 5     | 3     | 1        | 12          | .625  | 323   | 80.0     | 60       | 4           | 21       | 2     | 3        | 96       | 1     | 1        | 21    | 19       | 2.14     | 1.01    |
| 2009      | LAD       | 35    | 0     | 0     | 0     | 0        | 2     | 0     | 0        | 14          | 1.000 | 124   | 30.0     | 21       | 2           | 13       | 2     | 2        | 32       | 5     | 0        | 10    | 10       | 3.00     | 1.13    |
| 2010      | LAD       | 56    | 0     | 0     | 0     | 0        | 3     | 2     | 12       | 21          | .600  | 229   | 60.0     | 29       | 1           | 18       | 0     | 1        | 73       | 3     | 1        | 8     | 8        | 1.20     | 0.78    |
| 2011      | LAD       | 40    | 0     | 0     | 0     | 0        | 1     | 2     | 0        | 3           | .333  | 127   | 27.0     | 24       | 4           | 23       | 2     | 2        | 36       | 2     | 0        | 29    | 27       | 9.00     | 1.74    |
| 2014      | 統一      | 50    | 0     | 0     | 0     | 0        | 0     | 6     | 27       | 4           | .000  | 213   | 48.2     | 51       | 1           | 17       | 2     | 1        | 67       | 4     | 0        | 21    | 14       | 2.59     | 1.40    |
| 2015      | 統一      | 10    | 0     | 0     | 0     | 0        | 1     | 2     | 0        | 3           | .333  | 46    | 9.2      | 11       | 0           | 7        | 0     | 0        | 9        | 3     | 0        | 8     | 6        | 5.59     | 1.86    |
| 2017      | 富邦      | 20    | 0     | 0     | 0     | 0        | 0     | 4     | 4        | 3           | .000  | 97    | 18.2     | 31       | 1           | 11       | 0     | 0        | 27       | 1     | 0        | 15    | 13       | 6.27     | 2.25    |
| 2018      | 富邦      | 37    | 0     | 0     | 0     | 0        | 4     | 2     | 0        | 11          | .667  | 146   | 34.0     | 25       | 3           | 20       | 0     | 1        | 44       | 3     | 0        | 17    | 14       | 3.71     | 1.32    |
| MLB：7年  | MLB：7年  | 218   | 14    | 0     | 0     | 0        | 13    | 17    | 13       | 55          | .433  | 1227  | 292.1    | 228      | 18          | 127      | 12    | 10       | 345      | 14    | 3        | 128   | 121      | 3.73     | 1.21    |
| CPBL：4年 | CPBL：4年 | 117   | 0     | 0     | 0     | 0        | 5     | 14    | 31       | 21          | .263  | 502   | 111.0    | 118      | 5           | 55       | 2     | 2        | 147      | 11    | 0        | 61    | 47       | 3.81     | 1.56    |

### 背番号
- 56 （2005年 - 2011年、2018年途中 - 同年終了）
- 00 （2013年 - 2016年）
- 40 （2017年 - 2018年途中）

### 代表歴
- 2002年アジア競技大会野球チャイニーズタイペイ代表
- 2006 ワールド・ベースボール・クラシック・チャイニーズタイペイ代表
- 2006年アジア競技大会野球チャイニーズタイペイ代表
- 2013 ワールド・ベースボール・クラシック・チャイニーズタイペイ代表